# Pakao je za heroje (1962.)
Pakao je za heroje (eng. Hell Is For Heroes), američki ratni film iz 1962. godine.

## Sažetak radnje
Mali saveznički odred pokušava napadom zaustaviti mnogobrojnije njemačke postrojbe radi sprječavanja njemačkog napada. Buntovni por. Reese vodio je postrojbu u opasnoj diverzantskoj akciji pri čemu su mu dvojica vojnika poginula. Prijete mu zbog toga vojnim sudom. Ne želi doživjeti to poniženje te radije odlazi sam u pogibeljnu, gotovo neizvedivu akciju. Ovaj film se smatra jednim od najboljih filmova u drugome svjetskom ratu.

## Vanjske poveznice
- YouTube Trailer filma